# Trevor Gaskins
Pour les articles homonymes, voir Gaskin.
 (août 2020).
Trevor Gaskins, né le 24 novembre 1989 à Alpharetta dans l'État de Géorgie, est un joueur américano-panaméen de basket-ball évoluant aux postes de meneur et d'arrière.

## Biographie
Après son cursus universitaire, il part jouer en Argentine, au Panama et à Porto Rico. 
Il signe ensuite avec le Maccabi Haïfa le 27 février 2018 pour terminer la saison.